# ويجان بونليد
ويجان بونليد (بالتايلندية: วิจารณ์ พลฤทธิ์)‏ (مواليد 26 أبريل 1976) هو ملاكم تايلاندي، مثّل بلاده في الألعاب الأولمبية الصيفية 2000.

## روابط خارجية
ويجان بونليد على موقع أوليمبيديا (الإنجليزية)